# Crisiidae
Crisiidae zijn een familie van mosdiertjes (Bryozoa) uit de orde van de Cyclostomatida.

## Geslachten
- Bicrisia d'Orbigny, 1853
- Crisia Lamouroux, 1812
- Crisidia Milne Edwards, 1838
- Crisiella Borg, 1924
- Crisiona Canu & Bassler, 1928
- Filicrisia d'Orbigny, 1853

Niet geaccepteerde geslachten:
- Crisevia Marcus, 1937 → Crisia Lamouroux, 1812
- Falcaria Oken, 1815 → Crisidia Milne Edwards, 1838